# بوبي هنت (لاعب كرة قدم)
بوبي هنت (بالإنجليزية: Bobby Hunt)‏ هو لاعب كرة قدم بريطاني في مركز نصف الجناح، ولد في 4 سبتمبر 1934 في ليفربول في المملكة المتحدة. لعب مع نادي تشستر سيتي ونادي ريكسهام.